# Krzysztof Tochel
Krzysztof Tochel (ur. 23 września 1958 w Ciągowicach) – polski piłkarz występujący na pozycji pomocnika, trener piłkarski.

## Życiorys
Wychowanek Górnika Sosnowiec, w wieku piętnastu lat został wcielony do pierwszej drużyny. W 1977 roku przeszedł do Zagłębia Sosnowiec, a w pierwszej drużynie zadebiutował rok później. Był trzykrotnym reprezentantem Polski U-21. W Zagłębiu występował do 1986 roku, rozgrywając w jego barwach 189 meczów w I lidze. Następnie grał w Stali Mielec. Z klubem tym spadł w 1987 roku do II ligi, a rok później wywalczył awans do I ligi. W 1989 roku wyjechał do Francji, gdzie początkowo grał w CS Sedan, a później w amatorskich klubach.
W latach 1992–1994 był grającym trenerem US Argentan. W 1995 roku został trenerem Zagłębia Sosnowiec, występującego wówczas w klasie okręgowej. W 1996 roku awansował z tym klubem do IV ligi, dwa lata później uzyskał awans do III ligi, a w 2000 roku – do drugiej. Latem 2000 roku został szkoleniowcem KSZO Ostrowiec Świętokrzyski. W sezonie 2000/2001 awansował z KSZO do I ligi, a po dziesięciu kolejkach sezonu 2001/2002 wskutek rozczarowujących wyników został zwolniony. W listopadzie objął funkcję trenera GKS Bełchatów. Po sezonie odszedł z klubu z uwagi na fakt, że nie uzyskał zakładanego przez zarząd awansu do I ligi. W 2002 roku ponownie został trenerem Zagłębia Sosnowiec. W 2004 roku piłkarze Zagłębia pod wodzą Tochela awansowali do II ligi. W kwietniu 2006 roku zwolniono go z funkcji. Wkrótce później został trenerem Podbeskidzia Bielsko-Biała, a z klubu odszedł w 2007 roku. Ogółem na szczeblu pierwszej i drugiej ligi prowadził zespoły w 168 spotkaniach, wygrywając 45% z nich.
W marcu 2007 roku podczas sesji rady miasta został uhonorowany nagrodą dla trenera stulecia Zagłębia Sosnowiec. W kwietniu tegoż roku złożył zeznania we wrocławskiej prokuraturze w sprawie afery korupcyjnej. W sierpniu został ujawniony przez Zagłębie Sosnowiec jako jeden z pracowników klubu zamieszany w korupcję.
W 2008 roku wraz z żoną Anną przeprowadził się do Francji, zamieszkując w Grenoble. 
W 2018 roku został skazany na dwa lata pozbawienia wolności z warunkowym zawieszeniem wykonania kary za udział w ustawieniu 24 meczów Zagłębia Sosnowiec w latach 2003–2005.

## Statystyki ligowe
| Sezon     | Klub               | Liga       | Mecze | Gole |
| --------- | ------------------ | ---------- | ----- | ---- |
| 1977/1978 | Zagłębie Sosnowiec | I liga     | 0     | 0    |
| 1978/1979 | Zagłębie Sosnowiec | I liga     | 15    | 1    |
| 1979/1980 | Zagłębie Sosnowiec | I liga     | 28    | 3    |
| 1980/1981 | Zagłębie Sosnowiec | I liga     | 23    | 0    |
| 1981/1982 | Zagłębie Sosnowiec | I liga     | 23    | 5    |
| 1982/1983 | Zagłębie Sosnowiec | I liga     | 16    | 0    |
| 1983/1984 | Zagłębie Sosnowiec | I liga     | 29    | 3    |
| 1984/1985 | Zagłębie Sosnowiec | I liga     | 26    | 2    |
| 1985/1986 | Zagłębie Sosnowiec | I liga     | 29    | 10   |
| 1986/1987 | Stal Mielec        | I liga     | 26    | 0    |
| 1987/1988 | Stal Mielec        | II liga    | ?     | ?    |
| 1988/1989 | Stal Mielec        | I liga     | 24    | 1    |
| 1988/1989 | Stal Mielec        | I liga     | 24    | 1    |
| 1989/1990 | CS Sedan           | Division 3 | ?     | ?    |
| 1990/1991 | CS Sedan           | Division 3 | ?     | ?    |